# Campos de concentração de nipo-canadenses
De 1942 a 1949, o Canadá realocou à força e encarcerou mais de 22.000 nipo-canadenses—representando mais de 90% da população total de nipo-canadenses—da Colúmbia Britânica em nome de segurança nacional. A maioria era composta por cidadãos canadenses por nascimento e foi alvo de medidas baseadas em sua ascendência.
Essa decisão seguiu os eventos do Império do Japão na guerra no Pacífico contra os Aliados Ocidentais, como a invasão de Hong Kong, o Ataque a Pearl Harbor no Havaí e a Queda de Singapura, que levaram à declaração de guerra do Canadá ao Japão durante a Segunda Guerra Mundial. De modo semelhante às ações tomadas contra nipo-americanos nos Estados Unidos vizinhos, essa realocação forçada submeteu muitos nipo-canadenses a toques de recolher impostos pelo governo e a interrogatórios, perda de empregos e propriedades, além de repatriação forçada para o Japão.
Desde logo após o ataque a Pearl Harbor, em dezembro de 1941, até 1949, os nipo-canadenses foram despojados de suas casas e negócios, sendo posteriormente enviados para campos de internamento e fazendas na Colúmbia Britânica, assim como em outras partes do Canadá, principalmente para o interior. O confinamento no Canadá incluiu o roubo, a apreensão e a venda de bens pertencentes a essa população deslocada à força, os quais englobavam barcos de pesca, veículos motorizados, casas, fazendas, negócios e pertences pessoais. Os nipo-canadenses foram forçados a utilizar os recursos provenientes dessas vendas forçadas para custear suas necessidades básicas durante o confinamento.
Em agosto de 1944, o Primeiro-Ministro Mackenzie King anunciou que os nipo-canadenses seriam deslocados para o leste, fora do Interior da Colúmbia Britânica. A política oficial determinava que os nipo-canadenses deveriam se deslocar para leste das Montanhas Rochosas ou serem deportados para o Japão após o fim da guerra. Em 1947, muitos nipo-canadenses receberam isenção para essa zona de exclusão imposta. No entanto, somente em 1º de abril de 1949 foi concedida aos nipo-canadenses a liberdade de locomoção e a possibilidade de reingressar na "zona protegida" ao longo da costa da Colúmbia Britânica.
Em 22 de setembro de 1988, o Primeiro-Ministro Brian Mulroney pediu desculpas, e o governo canadense anunciou um pacote de compensação, um mês após o Presidente Ronald Reagan ter feito gestos semelhantes nos Estados Unidos, em sequência ao internamento dos japoneses americanos. O pacote para os nipo-canadenses internados incluiu US$ 21.000 para cada prisioneiro sobrevivente, bem como a reintegração da cidadania canadense àqueles que foram deportados para o Japão. Após o pedido de desculpas de Mulroney, foi estabelecido em 1988 o Acordo de Reparação aos Nipo-Canadenses, juntamente com a Fundação de Reparação aos Nipo-Canadenses (JCRF; 1988–2002), com o objetivo de emitir pagamentos de compensação às vítimas do confinamento, visando financiar a educação.

## História pré-guerra

### Assentamento inicial
A tensão entre os canadenses e os imigrantes japoneses para o Canadá existia muito antes do início da Segunda Guerra Mundial. A partir de 1858, com o afluxo de imigrantes asiáticos durante a Febre do ouro do Cânion Fraser, crenças e temores acerca dos imigrantes asiáticos passaram a influenciar a população na Colúmbia Britânica (BC).
O sociólogo canadense Forrest La Violette relatou na década de 1940 que esses primeiros sentimentos estavam frequentemente “organizados em torno do temor de um suposto baixo padrão de vida e pelo medo das diferenças culturais e raciais orientais”. Era uma crença preconceituosa comum na Colúmbia Britânica que tanto os japoneses quanto os chineses estavam roubando empregos dos canadenses brancos. O acadêmico canadense Charles H. Young concluiu que muitos canadenses argumentavam, com base nesse medo, que “o trabalho oriental diminui o padrão de vida dos grupos brancos”. Também se argumentava que os imigrantes asiáticos estavam satisfeitos com um padrão de vida inferior. O argumento sustentava que muitos imigrantes chineses e japoneses na Colúmbia Britânica viviam em condições insalubres e não se empenhavam em melhorar suas condições de moradia, comprovando assim sua inferioridade e sua relutância em se tornarem verdadeiramente canadenses. Violette refutou essa alegação afirmando que, embora os imigrantes japoneses e chineses frequentemente tivessem condições de vida precárias, ambos os grupos foram obstaculizados em sua tentativa de assimilar-se devido à dificuldade de encontrar trabalho estável com salários iguais.
Em referência especificamente aos nipo-canadenses, a geógrafa Audrey Kobayashi sustenta que, antes da guerra, o racismo no Canadá “havia definido suas comunidades desde que os primeiros imigrantes chegaram na década de 1870”. A partir de 1877, com Manzo Nagano—um marinheiro de 19 anos que foi o primeiro japonês a imigrar oficialmente para o Canadá e que entrou no ramo de exportação de salmão—os japoneses rapidamente se integraram às indústrias canadenses. Alguns canadenses de descendência europeia sentiam que, enquanto os chineses se contentavam em estar “confinados a algumas indústrias”, os japoneses estavam infiltrando todas as áreas da indústria e competindo com os trabalhadores brancos. Essa sensação de inquietação entre os canadenses brancos foi agravada pelo crescente número de pescadores japoneses no início dos anos 1900.
Os imigrantes japoneses também foram acusados de serem resistentes à assimilação na sociedade britânico-canadense, devido às escolas de língua japonesa e aos templos budistas, além das baixas taxas de casamentos inter-raciais, entre outros exemplos. Alegava-se que os japoneses possuíam seu próprio modo de viver, e que muitos que haviam se naturalizado no Canadá o fizeram para obter licenças de pesca, em vez de por um desejo genuíno de se tornarem canadenses. Esses argumentos reforçavam a ideia de que os japoneses permaneciam estritamente leais ao Japão.

### Revoltas de 1907
A situação se agravou quando, em 1907, os Estados Unidos passaram a proibir que imigrantes japoneses acessassem o território continental dos EUA por meio do Havaí, resultando em um influxo maciço (mais de 7.000, em comparação com 2.042 em 1906) de imigrantes japoneses para a Colúmbia Britânica. Em grande parte em decorrência disso, em 12 de agosto daquele ano, um grupo de trabalhadores de Vancouver formou uma liga anti-asiática, conhecida como a Liga de Exclusão Asiática, cuja filiação ultrapassava “quinhentos” membros. Em 7 de setembro, cerca de 5.000 pessoas marcharam até a Prefeitura de Vancouver em apoio à Liga, onde havia sido organizada uma reunião com apresentações de oradores locais e americanos. No momento da reunião, estimava-se que pelo menos 25.000 pessoas já haviam chegado à Prefeitura e, após as intervenções, a multidão se descontrolou, invadindo o Chinatown e o Japantown.
Os agressores invadiram primeiramente a Chinatown, quebrando vidraças e vandalizando fachadas de lojas. Posteriormente, os agressores voltaram sua atenção para o bairro nipo-canadense. Alertados pelos tumultos anteriores, os nipo-canadenses em Little Tokyo conseguiram repelir a multidão sem que houvesse ferimentos graves ou mortes. Após os distúrbios, a Liga e outros grupos nativistas usaram sua influência para pressionar o governo a adotar um acordo similar ao Gentlemen's Agreement dos Estados Unidos, limitando o número de passaportes concedidos a homens imigrantes japoneses a 400 por ano. As mulheres não eram contabilizadas para a cota, de modo que as "noivas por correspondência", mulheres que se casavam por casamento por procuração e imigravam para o Canadá para se juntar (e, em muitos casos, encontrar pela primeira vez) seus novos maridos, passaram a ser comuns a partir de 1908. O afluxo de imigrantes do sexo feminino — e, logo depois, de crianças nascidas no Canadá — transformou a população, de uma força de trabalho temporária para uma presença permanente, e grupos familiares nipo-canadenses se estabeleceram por toda a Colúmbia Britânica e no sul de Alberta.

### Primeira Guerra Mundial (1914–18)
Japão durante a Primeira Guerra Mundial foi aliado do Reino Unido e a opinião sobre os nipo-canadenses melhorou ligeiramente. Alguns nipo-canadenses alistaram-se nas Forças Armadas Canadenses. No front doméstico durante a Primeira Guerra Mundial, muitas empresas começaram a contratar grupos que estavam sub-representados na força de trabalho (incluindo mulheres, imigrantes japoneses, e refugiados iugoslavos e italianos que haviam fugido para o Canadá durante a guerra) para ajudar a suprir as crescentes demandas da Grã-Bretanha e de seus aliados no exterior. Empresas que anteriormente se opunham a isso agora estavam mais do que dispostas a contratar nipo-canadenses, pois havia “trabalho mais do que suficiente para todos”. Entretanto, ao final da guerra, soldados que retornavam para casa e encontravam seus empregos ocupados por outros, incluindo imigrantes japoneses, ficaram indignados. Enquanto lutavam na Europa, os japoneses haviam se estabelecido com segurança em muitos setores comerciais e agora eram, mais do que nunca, percebidos como uma ameaça aos trabalhadores brancos. “Patriotismo” e “Exclusão” tornaram-se as palavras de ordem da época.

### Período entre-guerras (1919–39)
Em 1919, 3.267 imigrantes japoneses possuíam licenças de pesca e 50% do total de licenças emitidas naquele ano foram concedidas a pescadores japoneses. Esses números alarmavam os pescadores canadenses de descendência europeia, que se sentiam ameaçados pelo crescente número de competidores japoneses.
Embora grupos como a Liga de Exclusão Asiática e a Associação do Canadá Branco vissem os nipo-canadenses como ameaças culturais e econômicas, na década de 1920, outros grupos começaram a se apresentar em defesa dos nipo-canadenses, como a Sociedade do Japão. Em contraste com os grupos rivais, cujas composições eram formadas majoritariamente por trabalhadores, fazendeiros e pescadores, a Sociedade do Japão era composta principalmente por abastados empresários brancos, cujo objetivo era melhorar as relações entre os japoneses e os canadenses, tanto no país quanto no exterior. Eles viam os nipo-canadenses como parceiros importantes na abertura dos mercados japoneses para os negócios da Colúmbia Britânica.
Apesar do trabalho de organizações como a Sociedade do Japão, muitos grupos continuaram a se opor à imigração japonesa para o Canadá, especialmente na indústria da pesca na Colúmbia Britânica durante as décadas de 1920 e 1930. Antes da década de 1920, muitos trabalhadores japoneses eram empregados como “pullers”, um trabalho que exigia que ajudassem os pescadores a remar os barcos para a pesca. Esse trabalho não exigia licença, sendo assim uma das poucas ocupações para os imigrantes japoneses da primeira geração que não eram cidadãos canadenses. Em 1923, entretanto, o governo suspendeu a proibição do uso de lanchas a motor e passou a exigir que os “pullers” obtivessem licença. Isso significou que os imigrantes da primeira geração, conhecidos como Issei, ficaram impossibilitados de conseguir empregos na indústria pesqueira, o que resultou em um desemprego em larga escala entre esses Issei.
Os nipo-canadenses de segunda geração, conhecidos como Nisei, e que nasceram no Canadá, começaram a ingressar na indústria pesqueira em idade mais jovem para compensar essa situação, mas mesmo eles foram prejudicados, pois o uso crescente de lanchas a motor reduziu a demanda por “pullers” e apenas um pequeno número de licenças de pesca foi concedido aos nipo-canadenses.
Essa situação se agravou em maio de 1938, quando o Governador Geral aboliu completamente a licença para “pullers”, apesar dos protestos dos nipo-canadenses. Isso resultou na saída forçada de muitos nipo-canadenses mais jovens da indústria pesqueira, deixando os pescadores nipo-canadenses à própria sorte. Mais tarde, em agosto daquele mesmo ano, uma alteração nas fronteiras dos distritos de pesca da região ocasionou a perda de licenças para diversos pescadores nipo-canadenses, que alegaram não ter sido informados sobre a mudança. Embora esses eventos tenham resultado em uma redução da concorrência dos nipo-canadenses na indústria pesqueira, criaram tensões adicionais em outros setores.
Os nipo-canadenses já haviam conseguido estabelecer uma posição segura em diversos setores comerciais durante a Primeira Guerra Mundial, mas seus números permaneceram relativamente pequenos, já que muitos continuaram na indústria pesqueira. À medida que os nipo-canadenses começaram a ser expulsos da indústria pesqueira, passaram cada vez mais a trabalhar em fazendas e pequenos negócios. Essa migração para a agricultura e para o comércio foi vista como mais uma evidência da ameaça econômica que os nipo-canadenses representavam para os canadenses brancos, levando ao aumento das tensões raciais.
Nos anos que antecederam a Segunda Guerra Mundial, aproximadamente 29.000 pessoas de ascendência japonesa viviam na Colúmbia Britânica; 80% delas eram nacionais canadenses. Na época, lhes era negado o direito de votar e eram legalmente impedidos de exercer diversas profissões. As tensões raciais frequentemente derivavam da crença de muitos canadenses de que todos os imigrantes japoneses, tanto da primeira geração Issei quanto da segunda Nisei, permaneciam leais somente ao Japão. Na Maclean's Magazine, um professor da Universidade da Colúmbia Britânica afirmou que “os japoneses na BC são tão leais [ao Japão] quanto os japoneses em qualquer lugar do mundo”. Outros canadenses acreditavam que as tensões, especialmente na Colúmbia Britânica, originavam-se do fato de que os japoneses se concentravam quase que inteiramente em e ao redor de Vancouver. Como resultado, já em 1938, havia discussões sobre incentivar os nipo-canadenses a começarem a se deslocar para o leste das Montanhas Rochosas.
As ações do Japão nos anos que antecederam a Segunda Guerra Mundial também eram vistas como motivo de preocupação. O Japão retirou-se da Liga das Nações em 1933, ignorou a proporção naval estabelecida pela Conferência Naval de Washington de 1922, recusou-se a seguir o Segundo Tratado Naval de Londres em 1936 e aliou-se à Alemanha por meio do Pacto Anti-Comintern. Porque muitos canadenses acreditavam que os imigrantes japoneses residentes permaneceriam sempre leais ao seu país de origem, os japoneses na Colúmbia Britânica, mesmo aqueles nascidos e criados no Canadá, eram frequentemente julgados por essas ações militantes adotadas por sua pátria ancestral.

## Segunda Guerra Mundial
Quando a Guerra do Pacífico começou, a discriminação contra os nipo-canadenses aumentou. Após o ataque a Pearl Harbor em dezembro de 1941, os nipo-canadenses foram todos categorizados, independentemente da cidadania, como inimigos estrangeiros sob a Lei de Medidas de Guerra, embora o local de residência no início da guerra tenha afetado significativamente a remoção de seus direitos pessoais.
A partir de 8 de dezembro de 1941, 1.200 embarcações de pesca de propriedade de nipo-canadenses foram apreendidas como “medida de defesa”. Em 14 de janeiro de 1942, o governo federal emitiu uma ordem solicitando a remoção de nacionais japoneses do sexo masculino, com idades entre 18 e 45 anos, de uma área protegida designada, situada a 100 milhas (160 km) terra adentro da Costa da Colúmbia Britânica. O governo federal também impôs uma proibição à atividade pesqueira dos nipo-canadenses durante a guerra, baniu os rádios de ondas curtas e controlou a venda de gasolina e dinamite para os nipo-canadenses. Os nacionais japoneses removidos da costa após a ordem de 14 de janeiro foram enviados para campos rodoviários ao redor de Jasper, Alberta. Em 19 de fevereiro de 1942, o Presidente dos EUA, Franklin D. Roosevelt, assinou a Ordem Executiva 9066, que determinava a remoção de 110.000 pessoas de ascendência japonesa da costa americana. Anne Sunahara, historiadora do confinamento, argumenta que “a ação americana selou o destino dos nipo-canadenses”. Em 24 de fevereiro, o governo canadense emitiu a ordem em conselho PC 1486, que permitia a remoção de “todas as pessoas de origem japonesa”. Essa ordem em conselho concedeu ao ministro da justiça amplos poderes para retirar pessoas de qualquer área protegida no Canadá, mas foi direcionada, em particular, aos nipo-canadenses da costa do Pacífico. Em 25 de fevereiro, o governo federal anunciou que os nipo-canadenses estavam sendo deslocados por razões de segurança nacional. No total, 27.000 pessoas foram detidas sem acusação ou julgamento, e seus bens foram confiscados. Outros foram deportados para o Japão.

### Defesa dos nipo-canadenses
Entretanto, nem todos os canadenses acreditavam que os nipo-canadenses representavam uma ameaça à segurança nacional, incluindo alguns altos oficiais da Polícia Montada Real do Canadá (RCMP), da Marinha Real Canadense e do Departamento de Trabalho e Pesca. Entre os indivíduos notáveis que apoiavam os nipo-canadenses estava Hugh Llewellyn Keenleyside, Subsecretário na Assuntos Externos durante o confinamento dos nipo-canadenses. Sunahara argumenta que Keenleyside foi um administrador simpático que defendeu vigorosamente contra a remoção dos nipo-canadenses da costa da Colúmbia Britânica. Ele tentou, sem sucesso, lembrar outros funcionários do governo sobre a distinção entre nacionais estrangeiros japoneses e cidadãos canadenses no que tange aos direitos pessoais e civis.
Frederick J. Mead, Comissário Assistente da RCMP, também utilizou sua posição para defender os nipo-canadenses e atenuar as ações governamentais. A ele foi atribuída a tarefa de implementar diversas políticas federais, incluindo a remoção dos nipo-canadenses da “zona protegida” ao longo da costa em 1942. Mead tentou retardar o processo, concedendo a indivíduos e famílias mais tempo para se prepararem, seguindo a letra exata da lei, que exigia um conjunto complicado de permissões de ministros ocupados, em vez de seguir o espírito da rápida remoção que se pretendia.
Entretanto, não foram apenas os funcionários do governo, mas também cidadãos comuns que demonstraram simpatia pela causa dos nipo-canadenses. Escrevendo sua primeira carta em janeiro de 1941, o Capitão V.C. Best, residente de Salt Spring Island, defendeu contra os maus-tratos aos nipo-canadenses por mais de dois anos. Durante grande parte desse período, Best escreveu diretamente a Keenleyside, protestando contra o sentimento anti-japonês na imprensa, defendendo o alistamento dos nipo-canadenses nas forças armadas e, quando a remoção forçada e o confinamento dos nipo-canadenses estavam em curso, denunciando as condições enfrentadas pelos nipo-canadenses nos campos de internamento.

### Mackenzie King
William Lyon Mackenzie King exerceu seu último mandato como primeiro-ministro entre 1935 e 1948, encerrando, assim, sua carreira na política canadense. Ele já havia cumprido dois mandatos anteriores como primeiro-ministro, mas esse período é talvez o mais conhecido. Suas políticas nesse período incluíram a criação do seguro-desemprego e a celebração de acordos tarifários com o Reino Unido e os Estados Unidos.
O primeiro-ministro King escrevia diariamente em seu diário durante a maior parte de sua vida. Esses registros forneceram aos historiadores uma ideia dos pensamentos e sentimentos que King nutria durante a guerra. O historiador N.F. Dreisziger escreveu que, "embora ele indubitavelmente se considerasse um homem de perfil humanitário, era produto de seu tempo e compartilhava os valores de seus companheiros canadenses. Ele era—sem dúvida—um antissemitismo e assumia, mais do que qualquer um de seus colegas de Gabinete, a responsabilidade de manter refugiados judeus fora do país na véspera e durante a guerra."
Antes da queda das bombas atômicas sobre o Japão, o primeiro-ministro King não era considerado racista. Parecia preocupado com a humanidade e era contra o uso da bomba atômica, bem como contra sua criação. Ao saber da data estimada para o lançamento da bomba, escreveu em seu diário: "Deixa um profundo sentimento de tristeza pensar na perda de vidas que ela [a bomba] ocasionará entre pessoas inocentes, bem como entre aquelas que são culpadas." Em 6 de agosto de 1945, dia do bombardeio atômico de Hiroshima, King registrou em seu diário: "É uma sorte que o uso da bomba tenha recaído sobre os japoneses em vez de sobre as raças brancas da Europa."

## Nipo-canadenses servindo nas Guerras Mundiais I e II
Para muitos nipo-canadenses, a Primeira Guerra Mundial representou uma oportunidade para provar sua lealdade ao Canadá e a seus aliados por meio do serviço militar, na esperança de obter direitos de cidadania até então negados. Nos primeiros anos da guerra, entretanto, a quantidade de homens que se alistavam superava a demanda, permitindo que os oficiais de recrutamento fossem seletivos quanto à aceitação. Ainda assim, muitos nipo-canadenses se voluntariaram, assim como membros de outras minorias visíveis, como os canadenses negros e as Primeiras Nações. Dessa forma, o governo canadense propôs um compromisso: se alistados, as minorias poderiam lutar separadamente. A comunidade nipo-canadense demonstrou grande energia nesse front. A Associação Japonesa Canadense de Vancouver ofereceu-se para formar um batalhão em 1915 e, ao receber uma resposta educada, procedeu com o alistamento e treinamento de 277 voluntários às custas da própria comunidade nipo-canadense. Essa oferta, entretanto, foi rejeitada pelo primeiro-ministro Robert Borden e por seu Gabinete federal. Contudo, já no verão de 1916, o número de mortos nas trincheiras aumentara, criando uma nova demanda por soldados e uma necessidade maior de mão-de-obra interna, o que fez com que o recrutamento de minorias fosse reavaliado. Sob essa nova política, os nipo-canadenses puderam alistar-se individualmente, deslocando-se para outras regiões do Canadá onde sua presença era considerada menos ameaçadora. Ao final da Primeira Guerra Mundial, 185 nipo-canadenses serviram no exterior em 11 batalhões diferentes.
Durante a Segunda Guerra Mundial, alguns dos nipo-canadenses internados eram veteranos de combate da Força Expedicionária Canadense, incluindo vários homens que haviam sido condecorados por bravura na Frente Ocidental. Apesar das primeiras iniciativas de associações de veteranos estabelecidas durante a guerra, o medo e o racismo prevaleceram nas políticas, sobrepujando os direitos dos veteranos, de forma que virtualmente nenhum veterano nipo-canadense foi isento da remoção da costa da Colúmbia Britânica.
Pequenos números de homens nipo-canadenses em idade militar foram autorizados a servir no Exército Canadense durante a Segunda Guerra Mundial como intérpretes e nas unidades de sinais/inteligência. Em janeiro de 1945, vários homens nipo-canadenses foram destacados para unidades britânicas no Extremo Oriente como intérpretes e tradutores. No total, cerca de 200 nipo-canadenses (Nisei) juntaram-se às forças canadenses durante a Segunda Guerra Mundial.
Ao longo da guerra, os canadenses de "origem racial oriental" não foram convocados para o serviço militar obrigatório. Os homens nipo-canadenses que optaram por servir no exército canadense para demonstrar sua lealdade ao país foram dispensados somente para descobrirem que não podiam retornar à costa da Colúmbia Britânica, ou que seus direitos não eram restabelecidos.

## Remoção forçada, dispersão e internamento dos nipo-canadenses
Após a declaração de guerra do Canadá ao Japão em 8 de dezembro de 1941, muitos passaram a defender a erradicação e o internamento dos nipo-canadenses conforme os Regulamentos de Defesa do Canadá. Desde a chegada de imigrantes japoneses, chineses e sul-asiáticos à Colúmbia Britânica no final do século XIX, já haviam sido feitas reivindicações para a sua exclusão. O deputado de Vancouver, Ian Mackenzie, via de fato enxergava a guerra como oportunidade para expulsar os nipo-canadenses da Colúmbia Britânica. Ele escreveu a um eleitor que "seu país nunca deveria ter sido o Canadá... Não acredito que os japoneses sejam uma raça assimilável."
Situada na costa do Pacífico, a Colúmbia Britânica era considerada especialmente vulnerável a ataques inimigos provenientes do Japão. Mesmo que tanto a Polícia Montada Real do Canadá quanto o Departamento de Defesa Nacional não tivessem provas de sabotagem ou espionagem, havia receios de que os nipo-canadenses apoiassem o Japão na guerra. Por exemplo, o primeiro-ministro William Lyon Mackenzie King concordava com a visão de que todos os nipo-canadenses "seriam sabotadores e ajudariam o Japão quando o momento chegasse." No total, 22.000 nipo-canadenses (dos quais 14.000 nasceram no Canadá) foram internados a partir de 1942.
O internamento em larga escala foi autorizado em 4 de março de 1942 com a ordem em conselho 1665 passada sob os Lei de Medidas de Guerra por meio dos Regulamentos de Defesa do Canadá, que concedeu ao governo federal o poder de internar todas as "pessoas de origem racial japonesa". Uma faixa com 100
-milha (160 km) de largura ao longo da costa do Pacífico foi considerada "protegida", e homens de origem japonesa, com idades entre 18 e 45 anos, foram removidos. Posteriormente, toda a população nipo-canadense foi deslocada dessa zona designada. Em novembro de 1942, 22.000 pessoas já estavam deslocadas.

### Locais de realocação forçada

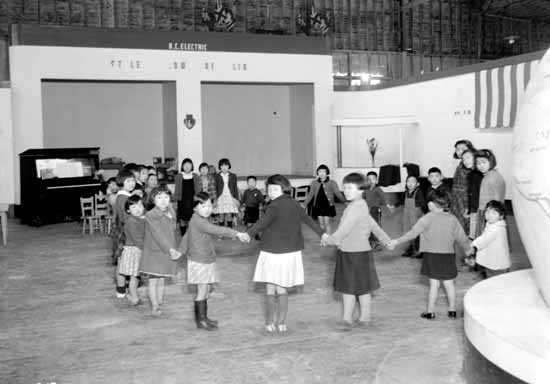
Evacuação nipo-canadense em Hastings Park – jardim de infância

Os nipo-canadenses na costa oeste foram forçados a serem transferidos para campos rodoviários, fazendas de beterraba sacarina ou campo de prisioneiros de guerra. Antes de serem enviados, muitos dos homens e suas famílias foram processados através de Hastings Park em Vancouver; outros foram encaminhados imediatamente para diversos destinos no leste. Muitos dos homens no parque foram separados de suas famílias e enviados para o Interior da Colúmbia Britânica ou para outras regiões do Canadá, enquanto a maioria das mulheres e crianças permaneceu no parque até serem transferidas para Campos de internamento no interior ou até decidirem, em conjunto, juntar-se às fazendas de beterraba sacarina nas Pradarias Canadenses.
Muitos dos nacionais japoneses removidos da costa após 14 de janeiro de 1942 foram enviados para campos rodoviários no interior da Colúmbia Britânica ou para projetos com beterraba sacarina nas Pradarias, como em Taber, Alberta. Apesar da quarentena de 100 milhas, alguns homens nipo-canadenses permaneceram em McGillivray Falls, Colúmbia Britânica, que ficava logo fora da zona protegida. Contudo, eles trabalharam em uma operação madeireira em Devine, Colúmbia Britânica (próximo a D'Arcy, Colúmbia Britânica no Gates Valley), local que pertencia à zona protegida mas não possuía acesso rodoviário à costa. Nipo-canadenses internados na região de Lillooet encontraram emprego em fazendas, lojas e na ferrovia.
O governo liberal também deportou trabalhadores nipo-canadenses aptos para o trabalho para campos próximos a áreas agrícolas e pomares, como no Vale de Okanagan na Colúmbia Britânica. Esses trabalhadores foram utilizados como solução para a escassez de mão-de-obra agrícola. Essa medida eliminou qualquer concorrência japonesa no setor da pesca. Durante a década de 1940, o governo canadense criou políticas para direcionar chineses, japoneses e Primeiras Nações para a agricultura e outros setores da economia que "outros grupos estavam abandonando em favor de empregos mais lucrativos em outras regiões".
No início de março de 1942, todas as pessoas de etnia japonesa foram ordenadas a deixar a área protegida, e foi imposto um toque de recolher apenas durante o dia. Diversos centros na região de Lillooet e em Christina Lake, Colúmbia Britânica passaram a ser formalmente designados como "projetos auto-sustentáveis" (também chamados de "centros de realocação"), os quais abrigavam famílias de classe média e alta selecionadas e outros que não eram considerados tão ameaçadores para a segurança pública.
A remoção forçada de muitos homens nipo-canadenses para se tornarem trabalhadores em outras regiões do Canadá criou confusão e pânico entre as famílias, fazendo com que alguns homens recusassem ordens de envio para os campos de trabalho. Em 23 de março de 1942, um grupo de Nisei recusou ser enviado e, por isso, foi transferido para campos de prisioneiros de guerra em Ontário para detenção. O Grupo de Evacuação em Massa dos Nisei foi formado para protestar contra a separação familiar e pressionou órgãos governamentais sobre o assunto. Contudo, seus esforços foram ignorados, e membros do grupo passaram a viver clandestinamente, preferindo ser internados ou enviados para Ontário a integrarem grupos de trabalho.
Em julho de 1942, após ocorrerem greves nos próprios campos de trabalho, o governo federal determinou uma política para manter as famílias unidas durante a transferência para os campos de internamento no interior da Colúmbia Britânica ou para as fazendas de beterraba sacarina espalhadas pelas Pradarias.

### Condições dos campos

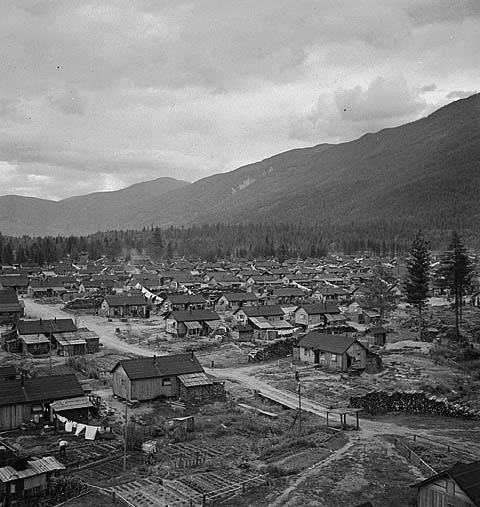
Campo de internamento em Lemon Creek, Colúmbia Britânica – junho de 1944, Slocan Valley, Colúmbia Britânica (Canadá)

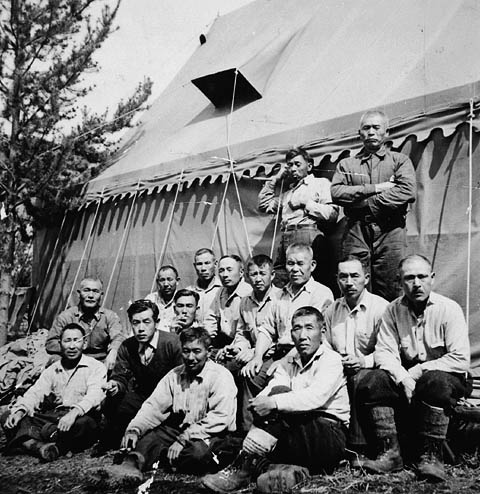
Equipe rodoviária de homens internados construindo a Yellowhead Highway

Muitos canadenses desconheciam as condições de vida nos campos de internamento. Os nipo-canadenses residentes no campo de Hastings Park foram alojados em estábulos e pátios de celeiros, vivendo sem privacidade em um ambiente insalubre. Kimiko, uma ex-internada, testemunhou o "frio intenso durante o inverno", destacando que sua única fonte de calor era um "fogão de barriga de panela" dentro do estábulo. As condições gerais eram tão precárias que a Cruz Vermelha redirecionou remessas básicas de alimentos, destinadas a civis afetados pela guerra, para os internados.
Alguns internados se manifestaram contra suas condições, frequentemente reclamando diretamente à Comissão de Segurança da Colúmbia Britânica sempre que possível. Em um incidente, 15 homens, que haviam sido separados de suas famílias e colocados para trabalhar em Slocan Valley, protestaram recusando-se a trabalhar por quatro dias consecutivos. Apesar das tentativas de negociação, os homens foram informados de que seriam enviados para a prisão do Edifício de Imigração em Vancouver por se recusarem a trabalhar. O tratamento abusivo fez com que alguns desses homens passassem a esperar que o Japão vencesse a guerra e forçasse o Canadá a compensá-los.
Tashme, um campo situado na Colúmbia Britânica Highway 3 logo a leste de Hope, tornou-se notório pelas severas condições do campo e situava-se justamente fora da área protegida. Outros campos de internamento, incluindo Slocan, Colúmbia Britânica, estavam localizados na região dos Kootenays no sudeste da Colúmbia Britânica. Cargos de liderança dentro dos campos foram oferecidos apenas a Nisei—ou seja, a cidadãos de origem japonesa nascidos no Canadá—excluindo, assim, os Issei, imigrantes originais do Japão.
Os campos de internamento no interior da Colúmbia Britânica eram frequentemente cidades-fantasma, com pouca infraestrutura para suportar o fluxo de pessoas. Quando os nipo-canadenses começaram a chegar no verão e outono de 1942, as acomodações disponíveis eram compartilhadas por várias famílias, muitas das quais precisaram viver em tendas até que barracões fossem construídos no verão de 1942. Esses barracões eram pequenos e construídos com madeira úmida e de tom esverdeado. Com a chegada do inverno, a madeira úmida e a falta de isolamento faziam com que o interior dos barracões frequentemente congelasse durante a noite.
Muito pouco era fornecido aos internados – a maior parte recebia apenas madeira verde para construir acomodações e um fogão. Os homens conseguiam algum dinheiro trabalhando na construção civil para ajudar suas famílias, mas as oportunidades para as mulheres eram extremamente limitadas. Ainda assim, conseguir trabalho era quase essencial, uma vez que os nipo-canadenses internados tinham que se sustentar e comprar alimentos com os pequenos salários que recebiam ou com as indenizações do governo para os desempregados. As ajudas eram tão baixas que muitas famílias precisaram recorrer às suas economias pessoais para sobreviver nos campos.
A partir da primavera de 1943, entretanto, algumas condições começaram a mudar conforme os nipo-canadenses no campo se organizaram. A remoção da costa para cidades-fantasma havia sido feita com base na localização, de modo que muitas comunidades foram transferidas juntas, preservando os laços comunitários locais e facilitando a organização e negociação por melhores condições no campo.

### Efeitos dos campos sobre mulheres e crianças
As mulheres e crianças nipo-canadenses enfrentaram um conjunto específico de desafios que afetou profundamente seu modo de vida e desfez as normas sociais e culturais estabelecidas. Famílias inteiras foram retiradas de suas casas e separadas. Maridos e esposas eram quase sempre separados quando enviados aos campos e, menos frequentemente, algumas mães também eram separadas de seus filhos. As famílias nipo-canadenses tipicamente apresentavam uma estrutura patriarcal, na qual o marido era o centro da família. Como os maridos frequentemente eram separados de suas famílias, as esposas se viam forçadas a reconfigurar a estrutura familiar e as divisões de trabalho há muito estabelecidas no lar nipo-canadense.

#### Pós-guerra

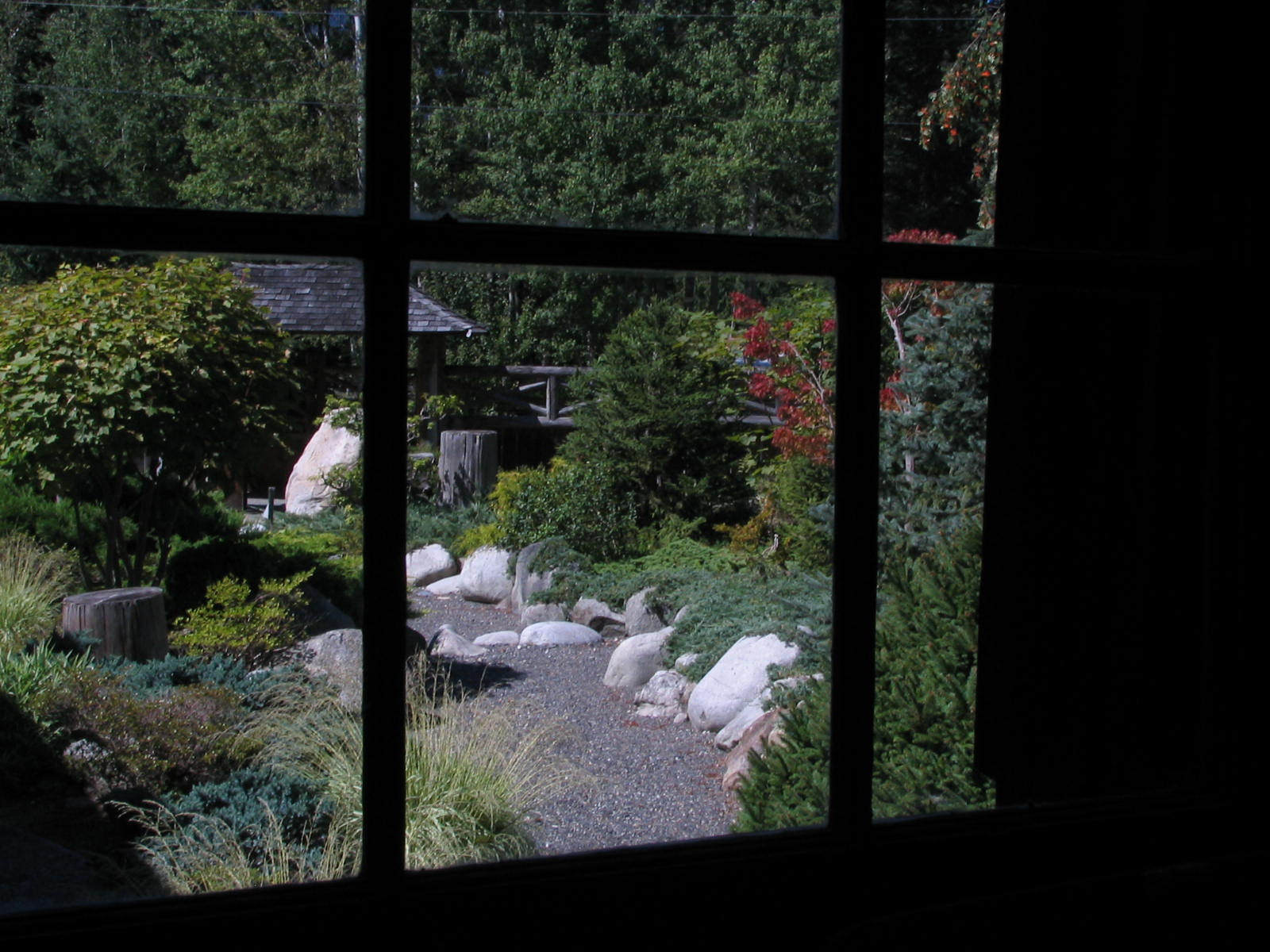
O Centro Memorial de Internamento Nikkei, um Sítio Histórico Nacional do Canadá

Frequentemente, após o internamento, as famílias não conseguiam se reunir. Muitas mães ficaram com os filhos, mas sem o marido. Além disso, reconstruir as comunidades revelou-se praticamente impossível. A ausência de comunidade intensificou ainda mais a lacuna entre as gerações. As crianças não tinham com quem falar em japonês fora do lar, e, por essa razão, raramente aprendiam a língua fluentemente. Essa fragmentação comunitária ocasionou a perda de uma base cultural japonesa sólida, e muitas crianças perderam uma forte conexão com suas tradições. Por outro lado, as mães aprenderam a assumir posturas mais firmes e passaram a ocupar empregos remunerados, o que significava que tinham menos tempo para transmitir aos filhos os conhecimentos sobre a cultura e tradições japonesas. Os campos de internamento mudaram para sempre o modo de vida dos nipo-canadenses.

### Locais dos campos e sites de realocação
- Região dos Kootenays na Colúmbia Britânica:
  - Bay Farm
  - Greenwood
  - Kaslo
  - Lemon Creek
  - New Denver
  - Popoff
  - Rosebery
  - Sandon
  - Slocan City
- Em outras regiões da Colúmbia Britânica:
  - Bridge River (South Shalalth)
  - McGillivray Falls
  - Minto City
  - Lillooet (Leste)
  - Tashme (atualmente Sunshine Valley)
- Ontário:
  - Chatham[86]
  - Petawawa
  - Schreiber
  - St. Thomas
  - Toronto
- Em outras partes do Canadá:
  - Alberta e Manitoba — fazendas de beterraba sacarina
  - Kananaskis Country, Alberta

## Desapropriação dos nipo-canadenses
A desapropriação teve início em dezembro de 1941 com a apreensão de embarcações de pesca pertencentes a nipo-canadenses, culminando na perda de casas, fazendas, negócios e pertences menores, como relíquias de família.
Ian Mackenzie, o Ministro de Pensões e Saúde Nacional e representante da Colúmbia Britânica no Gabinete, foi um dos defensores políticos da desapropriação dos bens dos nipo-canadenses. Ele defendeu a exclusão dos asiáticos da província da Colúmbia Britânica, afirmando a uma publicação local em 1922: "Economicamente não podemos competir com eles; racialmente não conseguimos assimilá-los... Devemos excluí-los de nosso convívio e proibir que possuam terras."
O "Custodiante de Bens Inimigos", um órgão do governo federal, recebeu o controle administrativo dos bens dos nipo-canadenses a partir de 1941 até 1952. Como parte de uma burocracia sob a autoridade do Gabinete, o escritório do Custodiante atuou sob as diretrizes da Ordem em Conselho 1665, posteriormente alterada pela Ordem 2483, que permitiu a apreensão dos bens dos nipo-canadenses. "Isto não é uma confiscação", afirmava o governo, "o Custodiante administrará os bens no interesse dos [proprietários]." A Ordem em Conselho 469, de 19 de janeiro de 1943, ampliou o poder do Custodiante para vender os bens dos nipo-canadenses. "O Custodiante foi investido com o poder e a responsabilidade de controlar e gerir quaisquer bens das pessoas da raça japonesa... o poder de liquidar, vender ou dispor de tais bens" sem o consentimento de seus proprietários.
Essas ações contaram com amplo apoio popular. Cidadãos escreveram a seus representantes pedindo a remoção da comunidade nipo-canadense da Colúmbia Britânica. Funcionários do governo relataram danos às propriedades dos nipo-canadenses deslocados, decorrentes de ações de "vandalismo", "saque" e "destruição gratuita". Um funcionário relatou que "[q]uase todo edifício anteriormente pertencente a japoneses... foi invadido em algum momento."
A desapropriação e venda dos bens dos nipo-canadenses foi reconhecida como tendo implicações de longo prazo para essa comunidade. O Secretário de Estado, Norman McClarty, afirmou que as vendas forçadas seriam "equivalentes a dizer que [os nipo-canadenses] nunca mais retornarão a Vancouver... O que pode, é claro, ser desejável". Pesquisadores observam que Ian Mackenzie, o representante da Colúmbia Britânica no Gabinete, apoiava essa "exclusão permanente dos nipo-canadenses de toda a costa da Colúmbia Britânica". Ademais, o Veteran's Land Act distribuiu as terras desapropriadas dos nipo-canadenses entre os veteranos retornados da Segunda Guerra Mundial, fazendo com que os nipo-canadenses ficassem sem nada para recuperar quando o internamento terminou em 1949.

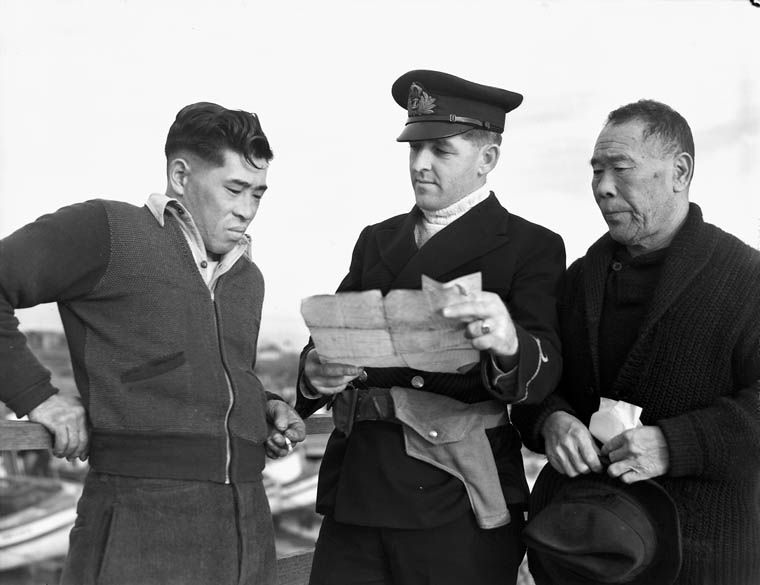
Um oficial da Marinha Real Canadense questiona pescadores nipo-canadenses enquanto confisca o barco deles.

### Embarcações de pesca
As embarcações de pesca foram uma das primeiras formas de propriedade retiradas dos nipo-canadenses. Em 8 de dezembro de 1941, pescadores nipo-canadenses foram obrigados a entregar mais de 1.300 embarcações às autoridades. Com a Ordem em Conselho PC 288 de 13 de janeiro de 1942, foi criado o Comitê de Disposição de Embarcações de Pesca. Presidido pelo juiz Sidney Smith, o comitê recebeu a instrução de permitir que os proprietários nipo-canadenses negociassem "livremente contratos de fretamento, arrendamentos ou vendas" de suas embarcações. Em vez disso, o comitê impôs a venda forçada dos barcos, uma decisão que advogados do governo admitiram posteriormente ter excedido os limites de sua competência e, por consequência, sido ilegal.
Embora os oficiais alegassem que tais medidas eram necessárias devido à guerra, a atividade de pesca de salmão era uma questão bastante disputada entre os canadenses brancos e os nipo-canadenses. Em 1919, os nipo-canadenses receberam 4.600 licenças para redes de guelras para salmão, representando aproximadamente metade de todas as licenças que o governo distribuía. Em uma medida pública tomada pelo Departamento de Pesca da Colúmbia Britânica, foi recomendado que, doravante, os nipo-canadenses jamais recebessem mais licenças de pesca do que haviam obtido em 1919 e que esse número fosse reduzido anualmente. Essas medidas foram adotadas pelas autoridades provinciais para expulsar os japoneses da pesca do salmão. O governo federal interveio também em 1926, quando o Comitê Permanente da Câmara dos Comuns sobre Pesca sugeriu que o número de licenças de pesca concedidas aos nipo-canadenses fosse reduzido em 10% ao ano, até que fossem completamente excluídos do setor até 1937. Contudo, o motivo declarado para a apreensão dos poucos barcos nipo-canadenses remanescentes operantes foi o receio de que tais embarcações pudessem ser utilizadas pelo Japão para lançar um ataque costeiro contra a Colúmbia Britânica.[carece de fontes?]
Muitos barcos pertencentes a nipo-canadenses foram danificados, e mais de cem naufragaram.

### Gestão estatal dos bens dos nipo-canadenses
Durante o processo de internamento, os oficiais federais afirmavam aos nipo-canadenses que seus bens seriam retidos apenas como "medida protetiva" e posteriormente devolvidos a seus proprietários. Contudo, já em abril de 1942, enquanto os nipo-canadenses eram ativamente internados, Ian Alistair Mackenzie iniciou planos com Thomas Crerar e Gordan Murchison para utilizar as terras dos nipo-canadenses no assentamento de veteranos, sob o futuro programa da Veteran's Land Act. A avaliação dos bens foi feita pelo Soldier Settlement Board, que avaliou as fazendas em menos da metade de seus valores de mercado reais. A Ordem 5523, aprovada em junho de 1942, ameaçava prisão e multa de US$ 1.000 para indivíduos que tentassem fazer acordos particulares referentes às suas fazendas.

#### Armazenamento, saque e vandalismo
Em abril de 1942, o Escritório do Custodiante permitiu que os nipo-canadenses registrassem o valor de seus bens e pertences utilizando formulários de cadastro antes do deslocamento. Entretanto, avisos insuficientes sobre o deslocamento (às vezes com apenas 24 horas de antecedência) deram aos nipo-canadenses poucas chances de guardar seus pertences de forma segura. Alguns enterraram ou esconderam seus bens para protegê-los. As comunidades nipo-canadenses desocupadas foram frequentemente alvo de vandalismo e saques. Um funcionário da cidade de Steveston, Colúmbia Britânica relatou que "[q]uase todo edifício anteriormente pertencente a japones... foi invadido em algum momento." Em Maple Ridge, Colúmbia Britânica e Pitt Meadows, os oficiais descreveram que "parece ser apenas o amor à destruição que faz com que os ladrões fuquem pelos edifícios..." A Marpole-Richmond Review informou que, apesar das tentativas de remover itens de valor do Templo Budista de Steveston, o saque resultou em "diversas latas nas quais foram depositadas as cinzas brancas de ex-cidadãos cremados de Steveston, tendo seus selos quebrados e conteúdos espalhados pelo chão..."
Como resultado, os oficiais buscaram armazenar muitos dos pertences dos nipo-canadenses. Contudo, as precárias condições dessas instalações e os saques contínuos levaram à perda de quantidades incalculáveis de bens móveis. O Escritório do Custodiante também enfrentou uma tarefa administrativa significativa: várias pessoas foram designadas para fiscalizar e quantificar o patrimônio de cada nipo-canadense, seu estado, valor, bem como estabelecer a propriedade, processar pedidos de seguro, pagar despesas diversas e traduzir e digitar todas as comunicações com os proprietários dos bens nipo-canadenses. Antes que o Escritório do Custodiante pudesse estabelecer um sistema para organizar e administrar os bens, credores, nipo-canadenses, outros funcionários públicos e membros do público em geral faziam inúmeras consultas sobre propriedades, pressionando o Custodiante por respostas.

#### Papel de Glenn Willoughby McPherson
Glenn Willoughby McPherson era um jovem burocrata que estabeleceu e dirigiu o Escritório do Custodiante em Vancouver durante o período das vendas forçadas de bens. Como era comum na época, ele nutria preconceitos raciais e acreditava que a cor da pele determinava a lealdade; certa vez disse: "a única maneira de a Raça Amarela conquistar seu lugar ao sol é vencendo a guerra." Além de atuar como diretor do Escritório do Custodiante em Vancouver, McPherson trabalhou como agente de inteligência para o governo britânico. Sua função enquanto agente era enviar cartas para informar sobre o que ocorria na Colúmbia Britânica. Nessas cartas, expressava seu preconceito contra os nipo-canadenses e sua visão de que a Polícia Montada Real do Canadá não fazia o suficiente para controlá-los: "a inteligência policial está muito deficiente em pessoal e... os japoneses desenvolveram um complexo de inferioridade." Historiadores especulam que ele foi o autor de um documento de 161 páginas enviado anonimamente à Polícia Montada Real do Canadá em junho de 1942. O documento identificava suspeitos de ascendência japonesa considerados uma ameaça para a comunidade e os classificava em três níveis de perigo:
- CLASSE A: identificava 5 suspeitos a serem presos e interrogados imediatamente
- CLASSE B: identificava 173 suspeitos como perigosos
- CLASSE C: identificava 74 suspeitos como problemas para a segurança da comunidade

O documento também afirmava que prostitutas japonesas seriam espiãs para o governo japonês. Esse papel e as opiniões pessoais de McPherson foram ocultados dos nipo-canadenses, enquanto ele orquestrava a venda de seus bens. A partir de setembro de 1942, depois que a maioria dos nipo-canadenses já havia sido deslocada da costa da Colúmbia Britânica, McPherson voltou sua atenção para a venda forçada dos bens remanescentes de propriedade dos nipo-canadenses.

#### Decisão de vender
Em 11 de janeiro de 1943, uma reunião de ministros do Gabinete (contando com a presença de Ian Alistair Mackenzie, Norman McLarty, Thomas Crerar e Humphrey Mitchell) decidiu permitir a venda dos bens dos nipo-canadenses que haviam sido previamente apreendidos. Argumentou-se que seria do melhor interesse dos proprietários nipo-canadenses vender, pois o valor de seus bens diminuiria com o tempo.
Glenn McPherson foi incumbido de redigir a respectiva ordem em conselho (469), que foi aprovada em lei em 19 de janeiro de 1943. A ordem conferiu a McPherson o direito de começar a organizar a venda de todos os bens de propriedade dos nipo-canadenses. Isso representou uma mudança em relação aos esforços anteriores de preservar os pertences desses cidadãos. Em julho de 1943, houve a venda forçada em massa de imóveis, e leilões semanais bem frequentados em Vancouver foram realizados de setembro de 1943 a 1947 para alienar os bens móveis.
McPherson e a equipe do Custodiante de Bens Inimigos iniciaram a venda de bens considerados "perecíveis". Exemplos desses itens incluíam estoque de mantimentos ou outros produtos que deteriorassem rapidamente. Tais itens foram vendidos sem o consentimento dos proprietários. Posteriormente, o Custodiante passou a afirmar que itens como barcos de pesca e automóveis também deveriam ser classificados como perecíveis. McPherson justificou essa medida afirmando que esses bens perdiam valor com o tempo e que o governo não podia arcar com os custos de sua manutenção. Pouco depois, nos últimos meses de 1942, McPherson passou a argumentar que todos os bens de propriedade dos nipo-canadenses eram perecíveis. Apenas os bens definidos de forma vaga pelo Custodiante como possuindo "valor sentimental e natureza religiosa" seriam preservados nos leilões até 1949.
Nipo-canadenses, sem saber, recebiam recibos por uma pequena fração do valor que visualizavam em seus bens. Os leilões finais, realizados em 1947, restaram como remanescentes dos pertences dos nipo-canadenses, incluindo somente álbuns fotográficos, kotos, santuários familiares e quaisquer itens que não se vendessem em leilão. Tais bens dificilmente seriam reunidos com seus legítimos proprietários.

### Protesto
Os nipo-canadenses pressionaram o governo para reconsiderar a venda forçada de seus bens. Eles enviaram cartas a funcionários governamentais ou ao Custodiante de Bens Inimigos, protestando. Na Colúmbia Britânica, os oficiais identificaram 292 cartas que, segundo eles, "representavam justamente" as preocupações dos nipo-canadenses. A maioria das cartas contestava a venda por preços absurdamente baixos, sem levar em conta o valor intrínseco dos bens ou sem o devido consentimento. Ademais, a venda forçada era vista como uma violação dos direitos dos nipo-canadenses enquanto cidadãos.

Escrever ao Custodiante implicava riscos. Em um período em que eram vistos como "inimigos estrangeiros", muitos nipo-canadenses ameaçavam ação judicial ou tentavam invocar seus direitos como cidadãos. Outros, como Tomio e Akira Yokoyama, prontamente devolviam seus cheques ao Custodiante, arriscando a perda de toda a receita de venda para transmitir sua mensagem. A maioria das cartas enviadas contestava a subavaliação dos bens, afirmando que os proprietários haviam investido tempo, trabalho e esforço em suas propriedades, além de atribuírem a elas um valor emocional, relacional e histórico que não poderia ser mensurado apenas pelo preço de mercado. Em 1944, Toyo Takahashi escreveu ao Custodiante explicando que, ao se mudarem para o número 42 da Gorge Road, em Victoria, ela e seu marido investiram mais de dez anos de trabalho árduo cultivando um jardim com plantas raras e exóticas que ganhou um prêmio hortícola e foi visitado pela Rainha em 1937. Muitos nipo-canadenses, incluindo Takahashi, enfatizavam também o potencial valor futuro de suas terras – o trabalho para construir fazendas ou negócios era um investimento não apenas no próprio futuro, mas também no de seus filhos e das gerações vindouras. Eles protestavam contra a venda forçada, alegando que a ação não compensava de forma integral o valor holístico de suas propriedades.
Uma liquidação imerecida do meu patrimônio... não apenas colocará em risco nosso status presente, mas, ainda pior, nosso bem-estar futuro. Essa propriedade é o nosso lar, o prêmio por longos anos de trabalho e expectativa, fonte de recreação, participação no futuro de Victoria e um seguro para nosso bem-estar posterior.

— Toyo Takahashi
 Junto à subavaliação monetária dos bens, muitas cartas ressaltavam a violação dos direitos democráticos. Tatsuo Onotera escreveu: "Fui criado como qualquer outro cidadão, acreditando que este é um país justo e democrático, mas pelo modo como estamos sendo tratados, tenho minhas dúvidas." Alguns compararam a injustiça que vivenciaram ao tratamento dado pelos Nazismo aos judeus na Europa. Tsurukichi Takemoto escreveu: "O método que vocês estão usando não é parecido com o dos nazistas? Vocês acham que isto é democrático?" Essas e outras correspondências questionavam a moralidade do governo canadense. Metade das cartas enfatizava a questão do consentimento, afirmando que os proprietários deveriam ter o direito de recusar a venda de seus bens. Vários autores buscavam provar sua cidadania canadense mencionando seu serviço militar ou afirmando terem nascido em solo canadense.
Muitas das cartas enviadas pelos nipo-canadenses a representantes do governo e ao Escritório do Custodiante, protestando ou rejeitando a venda de seus bens, foram arquivadas por Frank Shears, responsável pelas operações diárias no referido escritório. Os correspondentes recebiam respostas padrão informando que a venda havia sido realizada com base na avaliação e no valor de mercado, em conformidade com a legislação federal. Em 1947, devido a uma iminente comissão real, Frank Shears revisou as cartas para os representantes legais da Coroa e informou que os protestos se dividiam em duas esferas distintas: a tangível (monetária) e a intangível (além do dinheiro). Shears recomendou que a resposta da Coroa se restringisse ao aspecto tangível e específico, de forma que as reivindicações mais profundas dos nipo-canadenses não fossem atendidas ou consideradas.

### Nakashima v. Canadá
Quando o governo canadense emitiu a ordem 1665 em 4 de março de 1942, os nipo-canadenses foram expulsos de suas casas e transferidos para campos de internamento. Algumas semanas após a entrada em vigor da ordem 1665, o governo canadense publicou a ordem 2483, que estabelecia que os bens e pertences dos nipo-canadenses internados deveriam ser protegidos e guardados no melhor interesse deles pelo Custodiante. Os nipo-canadenses perceberam que o governo não agia em seu benefício quando seus bens começaram a ser vendidos sem o devido consentimento.
Eikichi Nakashima, Tadao Wakabayashi e Jitaro Tanaka foram três nipo-canadenses que enfrentavam a perda de suas propriedades para o governo canadense, após terem passado um período em campos de internamento. Eles foram selecionados por sua comunidade para representar a luta contra essas vendas, ingressando com uma ação judicial contra o governo e a Coroa. O caso tramitou lentamente, mas com o auxílio do advogado J. Arthur MacLennan, conseguiram, após alguma demora, uma data de audiência em 29 de maio de 1944. O advogado da parte contrária, Fredrick Percy Varcoe, vice-ministro da Justiça, argumentou perante o juiz Joseph Thorarinn Thorson que as vendas decorriam da "emergência da guerra". Além disso, alegou que "o Custodiante não era a Coroa", significando que os nipo-canadenses, segundo essa lógica, haviam indicado o réu errado. Varcoe ainda defendeu que "as ordens relevantes não criavam nenhum fundo fiduciário", enfatizando que estava dentro dos direitos do Custodiante vender os bens dos nipo-canadenses sem contrariar a ordem 2483. Por fim, Varcoe argumentou que a animosidade dos canadenses brancos na Colúmbia Britânica contra os nipo-canadenses tornava inviável a venda de apenas alguns bens, pois ele afirmava que compradores brancos recusariam adquiri-los se se esperasse que os nipo-canadenses retornassem para conviver com eles.
Após três dias de audiência, Thorson declarou: "Não penso que alguém espere que eu profira um julgamento agora". Três anos depois, após o fim da guerra e com o governo canadense tendo exilado quase 4.000 nipo-canadenses, Thorson publicou seu julgamento. Em 29 de agosto de 1947, foi anunciado que Nakashima, Wakabayashi e Tanaka haviam perdido a ação. Em seu julgamento, Thorson não reconheceu nenhum dos argumentos de MacLennan e mencionou muito pouco sobre a vida dos litigantes. Sem abordar os prejuízos mais amplos decorrentes da desapropriação dos nipo-canadenses, afirmou que "o custodiante não pode ser caracterizado como a Coroa nem como seu servidor"; assim, o caso terminou antes mesmo de começar, uma vez que os litigantes haviam processado a entidade errada. Além de perderem suas casas, Thorson também condenou Nakashima, Wakabayashi e Tanaka ao pagamento dos custos legais do governo.

### Comissão Bird
Em 1946 e 1947, começou a aumentar a pressão para que o governo federal abordasse a questão da venda forçada dos bens nipo-canadenses. Em 1947, representantes do Comitê Cooperativo dos Nipo-Canadenses e dos Cidadãos Nipo-Canadenses em Prol da Democracia (JCCD), que havia sido formado em 1943, solicitaram ao Comitê de Contas Públicas do governo federal que instaurasse uma Comissão Real para investigar as perdas associadas às vendas forçadas. Em junho de 1947, o Comitê de Contas Públicas recomendou a criação de uma comissão para examinar as reivindicações dos nipo-canadenses que viviam no Canadá e que tivessem recebido valores inferiores ao de mercado por seus bens.
Posteriormente, uma Comissão Real foi instaurada, presidida pelo juiz Henry Bird, com um escopo de atribuições que impunha ao reclamante nipo-canadense o ônus de provar que o Custodiante de Bens Inimigos agiu com negligência na administração de seus bens. Em pouco tempo, o escopo foi ampliado para incluir também a venda dos bens abaixo do preço de mercado, mas nenhum caso que envolvesse questões fora do controle do Custodiante foi aceito.
No final de 1947, Bird passou a ouvir reclamações individuais, mas, em 1948, tornou-se evidente para a comissão que a magnitude das reivindicações e a quantidade de bens em disputa levariam anos para serem resolvidas, além de implicarem altos custos processuais para os reclamantes. Assim, na primavera de 1949, a Comissão Bird adotou uma fórmula categórica que estabelecia certos percentuais de reembolso para cada categoria de reivindicação, excetuando-se circunstâncias excepcionais.
A comissão concluiu seus trabalhos em 1950; o relatório afirmou:
- As reivindicações relativas a barcos de pesca deveriam receber 12,5% do preço de venda como compensação, descontada a comissão de 13,5% do Custodiante. Das 950 embarcações apreendidas em 1941, apenas 75 reivindicações foram processadas pela Comissão Bird.
- As reivindicações relativas às redes e equipamentos de pesca deveriam receber 25% do preço de venda.
- As reivindicações relativas a automóveis e caminhões deveriam receber 25% do preço de venda.
- As reivindicações referentes à venda de pertences pessoais foram consideradas, na maioria, sem valor, sendo os reclamantes ressarcidos apenas com a comissão do Custodiante acrescida de 6,8% do preço de venda.
- Muito poucas reivindicações relativas a bens imóveis receberam qualquer forma de compensação, pois a Comissão concluiu que a maioria havia sido vendida a valor de mercado.
- Agricultores cujas propriedades foram apreendidas pelo Soldier Settlement Board receberam, no total, US$ 632.226,61, embora esse montante representasse apenas metade de suas reivindicações.

A maior indenização concedida foi de US$ 69.950, contra uma reivindicação de US$ 268.675 pela Royston Lumber Company, enquanto a menor foi de US$ 2,50, concedida a Ishina Makino por uma reivindicação contra um carro. Após a divulgação do relatório, o CCJC e a Associação Nacional dos Cidadãos Nipo-Canadenses desejaram pressionar por mais compensação; contudo, ao aceitarem os reembolsos da Comissão Bird, os reclamantes foram obrigados a assinar um termo de quitação, comprometendo-se a não realizar novas reivindicações.
Em 1950, a Comissão Bird concedeu US$ 1,3 milhão em indenizações a 1.434 nipo-canadenses. Todavia, aceitou apenas reivindicações baseadas na perda de bens, recusando-se a compensar violações dos direitos civis, danos devido à perda de renda, interrupção da educação ou outros fatores. A questão das perdas sofridas pelos nipo-canadenses só foi revisitada em profundidade a partir do estudo da Price Waterhouse, em 1986.

## Deportação pós-guerra

### Reassentamento e repatriação para o Japão
É plano do governo retirar essas pessoas da Colúmbia Britânica o mais rápido possível. É minha intenção pessoal, enquanto eu permanecer na vida pública, garantir que elas nunca mais voltem a este lugar. Que nosso slogan para a Colúmbia Britânica seja: 'Nada de Japoneses, das Rochosas aos mares.'— Ian Mackenzie, Ministro de Pensões 
Políticos da Colúmbia Britânica passaram a defender, a partir de 1944, a remoção permanente dos nipo-canadenses. Em dezembro daquele ano, o presidente dos Estados Unidos, Franklin Roosevelt, anunciou que os nipo-americanos em breve poderiam retornar à Costa Oeste, aumentando a pressão para divulgar os planos do Canadá em relação aos nipo-canadenses internados.
As autoridades elaboraram um questionário para distinguir nipo-canadenses "leais" de "desleais" e ofereceram aos internados a opção de se mudarem imediatamente para o leste das Rochosas ou serem "repatriados" para o Japão ao término da guerra. Cerca de 10.000 nipo-canadenses, incapazes de se deslocar com pouca antecedência ou simplesmente relutantes em permanecer no Canadá após suas experiências durante a guerra, optaram pela deportação. Os demais escolheram se mudar para o leste, muitos para a cidade de Toronto, onde poderiam realizar trabalhos agrícolas.
Quando a notícia da rendição do Japão, em agosto de 1945, alcançou os campos de internamento, milhares hesitaram em se reassentar no país devastado pela guerra e tentaram revogar seus pedidos de repatriação. Todas essas solicitações foram negadas, e a deportação para o Japão teve início em maio de 1946. Enquanto o governo oferecia passagem gratuita para quem aceitasse ser deportado para o Japão, milhares de Nisei, nascidos no Canadá, foram enviados para um país que nunca conheceram. Famílias foram separadas, e a perspectiva de serem deportados para um país destruído pela guerra, assolado pela fome, era profundamente desoladora.
Em 1947, a maioria dos nipo-canadenses que não estavam designados para deportação havia se mudado da Colúmbia Britânica para a região de Toronto, onde frequentemente passavam a trabalhar como funcionários rurais ou em funções similares às que exerciam anteriormente. Vários nipo-canadenses que se reassentaram no leste escreveram cartas para aqueles que permaneciam na Colúmbia Britânica relatando as duras condições de trabalho nos campos de Ontário e as atitudes preconceituosas que encontrariam. Empregos de colarinho branco não estavam acessíveis a eles, de forma que a maioria dos nipo-canadenses passou a ser reduzida a "trabalhadores assalariados".
As atitudes públicas em relação aos internados suavizaram-se um pouco após o início da guerra, e cidadãos formaram o Comitê Cooperativo dos Nipo-Canadenses para protestar contra a deportação forçada. O governo cedeu em 1947, permitindo que aqueles que ainda estavam no país permanecessem; contudo, até esse momento, 3.964 nipo-canadenses já haviam sido deportados para o Japão.

### Reformas
Após os protestos públicos, a ordem em conselho que autorizava a deportação forçada foi contestada com o argumento de que a deportação de nipo-canadenses constituía um crime contra a humanidade e que um cidadão não poderia ser deportado do seu próprio país. O Gabinete do Canadá submeteu, por meio de uma pergunta de referência, a constitucionalidade da ordem em conselho ao Supremo Tribunal do Canadá para manifestação. Em uma decisão de cinco votos a dois, o Tribunal considerou a lei válida. Três dos cinco julgadores entenderam que a ordem era totalmente válida, enquanto os outros dois consideraram que a disposição que incluía mulheres e crianças como ameaças à segurança nacional era inválida. A questão foi então apelada para o Comitê Judicial do Conselho Privado na Grã-Bretanha, na época o tribunal de última instância para o Canadá. O Comitê Judicial confirmou a decisão do Supremo Tribunal. Em 1947, devido a diversos protestos de políticos e acadêmicos, o Gabinete federal revogou a legislação que visava repatriar os nipo-canadenses remanescentes para o Japão. Foi somente em abril de 1949 que todas as restrições foram suspensas para os nipo-canadenses.
As questões relacionadas ao internamento dos nipo-canadenses também levaram a mudanças na lei de imigração e refúgio canadense, tendo essa legislação ganhado força após uma declaração feita pelo primeiro-ministro em 1º de maio de 1947:
Tenho certeza de que haverá acordo geral quanto à ideia de que os canadenses não desejam, em consequência da imigração em massa, alterar fundamentalmente o caráter de nossa população. Uma imigração em larga escala oriunda do oriente mudaria a composição fundamental da população canadense... O governo, portanto, não tem intenção de fazer quaisquer alterações nos regulamentos de imigração que possam ter consequências desse tipo.
Essa reforma na política de imigração foi considerada necessária por dois motivos: a inevitável crise pós-guerra de pessoas deslocadas na Europa e o crescente número de canadenses que desejavam reunir suas famílias no Canadá após a guerra – sendo as numerosas noivas de guerra a principal preocupação nesse aspecto. Mackenzie King acreditava que o Canadá não tinha obrigações legais para providenciar tais acomodações, mas sim uma obrigação moral. Nesse período, o governo canadense também tomou providências para iniciar a revogação do discriminatório Atto de Imigração Chinesa de 1923.

## Indivíduos internados
Entre os internados de destaque estão:
- Ken Adachi
- Kazuo Hamasaki
- Tomekichi Homma
- Ted Itani
- Robert Ito
- Mary Kitagawa
- Joy Kogawa
- Nobuo Kubota
- Art Miki
- Roy Miki
- Masumi Mitsui
- Kenzo Mori
- Raymond Moriyama
- Kazuo Nakamura
- Gordon Goichi Nakayama
- Jesse Nishihata
- Shigetaka Sasaki
- Hide Hyodo Shimizu
- Masaru Shintani
- Thomas Shoyama
- David Suzuki
- Masao Takahashi
- Takao Tanabe
- Grace Eiko Thomson
- Kenryu Takashi Tsuji
- Masami Tsuruoka
- Irene Uchida
- Herb Wakabayashi
- Mel Wakabayashi
- Yuki Yoshida

## Reparação
Em 1947, a primeira "organização nacional de nipo-canadenses", a Associação Nacional dos Cidadãos Nipo-Canadenses (NJCCA), foi fundada em Toronto, durante o fim de semana do Dia do Trabalho. A NJCCA prosseguiu com o trabalho iniciado pelos Cidadãos Nipo-Canadenses em Prol da Democracia (JCCD). Em 1980, a NJCCA foi renomeada para Associação Nacional dos Nipo-Canadenses (NAJC). Em 1977, durante a celebração do centenário da chegada do primeiro imigrante japonês ao Canadá, as discussões acerca da reparação começaram a se intensificar. Reuniões realizadas em porões e cafés reacenderam a fúria dos nipo-canadenses, fazendo com que o sentimento de vergonha gradualmente se transformasse em indignação. Isso motivou os nipo-canadenses a lutarem por seus direitos e conseguirem compensação pelo que haviam sofrido durante a guerra.
Em 1983, a NAJC lançou uma campanha de reparação de grande escala que exigia, entre outras coisas, um pedido formal de desculpas do governo, compensação individual e a abolição da Lei de Medidas de Guerra.
Nascido no Canadá, criado ouvindo big-band jazz, Fred Astaire e os romances de Henry Rider Haggard, eu me via tão canadense quanto o castor. Eu odiava arroz. Não cometi nenhum crime. Nunca fui acusado, julgado ou condenado por nada. No entanto, fui biometrizado e internado.— Ken Adachi
Para fortalecer sua argumentação, a NAJC contratou a Price Waterhouse para analisar registros a fim de estimar as perdas econômicas sofridas pelos nipo-canadenses decorrentes da apropriação de seus bens e da perda de salários em razão do internamento. Estatísticos consultaram os registros detalhados do Custodiante de Bens Inimigos e, em seu relatório de 1986, avaliaram a perda total para os nipo-canadenses em US$ 443 milhões (em valores de 1986).
Em 22 de setembro de 1988, o primeiro-ministro Brian Mulroney apresentou um pedido de desculpas, e o governo canadense anunciou um pacote de compensação, um mês após o presidente Ronald Reagan ter feito gestos semelhantes nos Estados Unidos. O pacote destinado aos nipo-canadenses internados incluía US$ 21.000 para cada internado sobrevivente, além da reintegração da cidadania canadense àqueles que foram deportados para o Japão. Após o pedido de desculpas de Mulroney, o Acordo de Reparação Nipo-Canadense foi estabelecido em 1988, juntamente com a Fundação de Reparação Nipo-Canadense (JCRF; 1988–2002), para realizar os pagamentos de compensação às vítimas do internamento, com o intuito de financiar a educação. Contudo, do fundo comunitário de US$ 12 milhões, os membros da JCRF decidiram que US$ 8 milhões seriam destinados à construção de casas e centros de atendimento para os idosos Issei. Em razão do fato de que os Issei tiveram sua riqueza, propriedades e meios de subsistência retirados durante o internamento, a principal preocupação da JCRF foi prestar assistência aos anciãos da comunidade. Nada foi destinado àqueles que foram internados e que faleceram antes do pagamento das indenizações.
Após a reparação, houve um aumento na educação nos sistemas de ensino públicos acerca do internamento. Com esse recurso, os canadenses puderam enfrentar a injustiça social do Internamento dos Nipo-Canadenses, aceitando as experiências das vítimas e contribuindo para a criação de uma comunidade que valorize a reconstrução social, a igualdade e o tratamento justo. A educação pública permitiu que indivíduos injustiçados compartilhassem suas histórias e iniciassem o processo de cura, necessário para restabelecer a confiança em um governo capaz de cuidar e proteger seus direitos individuais e culturais. "O primeiro passo para o reconhecimento do internamento e da reparação dos nipo-canadenses como uma questão de interesse de todos os canadenses foi reconhecer que se tratava de um problema que afetava todos os nipo-canadenses, não visando retribuição por sua 'raça', nem somente a justiça, mas também a necessidade de afirmar princípios dos direitos humanos para que o racismo e outras formas de discriminação fossem combatidos."

### Filmes online
- Minoru: Memory of Exile — documentário animado do NFB
- Sleeping Tigers: The Asahi Baseball Story — documentário do NFB
- Enemy Alien — documentário do NFB
- Walking Through Pictures — documentário de Chris Hope